# Иванов, Николай Фёдорович (писатель)
Никола́й Фёдорович Ивано́в (род. 8 июня 1956, Страчово, Брянская область, СССР) — российский писатель и публицист, председатель правления Союза писателей России с 15 февраля 2018 по 27 февраля 2025 года.
Автор более 30 книг прозы и драматургии. В качестве военного журналиста и писателя побывал в разные годы в Чечне, в Цхинвале, в Крыму, на Донбассе, в Сирии.
В прошлом — главный редактор журнала «Советский воин» и газеты «Налоговая полиция». Отставной полковник налоговой полиции России, военный журналист, офицер-десантник. Член общественной организации «Брянское землячество» в Москве.
За распространение российской пропаганды и дезинформации о российском вторжении в Украину находится под санкциями всех стран Евросоюза.

## Биография

### Происхождение
Николай Иванов родился 8 июня 1956 года в селе Страчово Суземского района Брянской области. Село находится на границе с Сумской областью. Отец Федор Агапьевич (1925—2006) — участник Великой Отечественной войны, сержант Красной армии, командир пулемётного расчёта «Максим», в составе 63-й стрелковой дивизии участвовал в Восточно-Прусской операции, был ранен под Кёнигсбергом. После войны работал в колхозе электромонтёром и сельским корреспондентом в районной газете. Мать Анна Григорьевна — в годы Великой Отечественной войны была партизанкой, после — работала учительницей младших классов. Дед в годы Великой Отечественной войны был комиссаром партизанского отряда, погиб в 1943 году при прорыве окружения во время Курской битвы.
В семье Николай был четвертым ребёнком, были старшие братья Виктор, Александр и сестра Татьяна. Младший брат Сергей умер в 40 лет.

### Образование

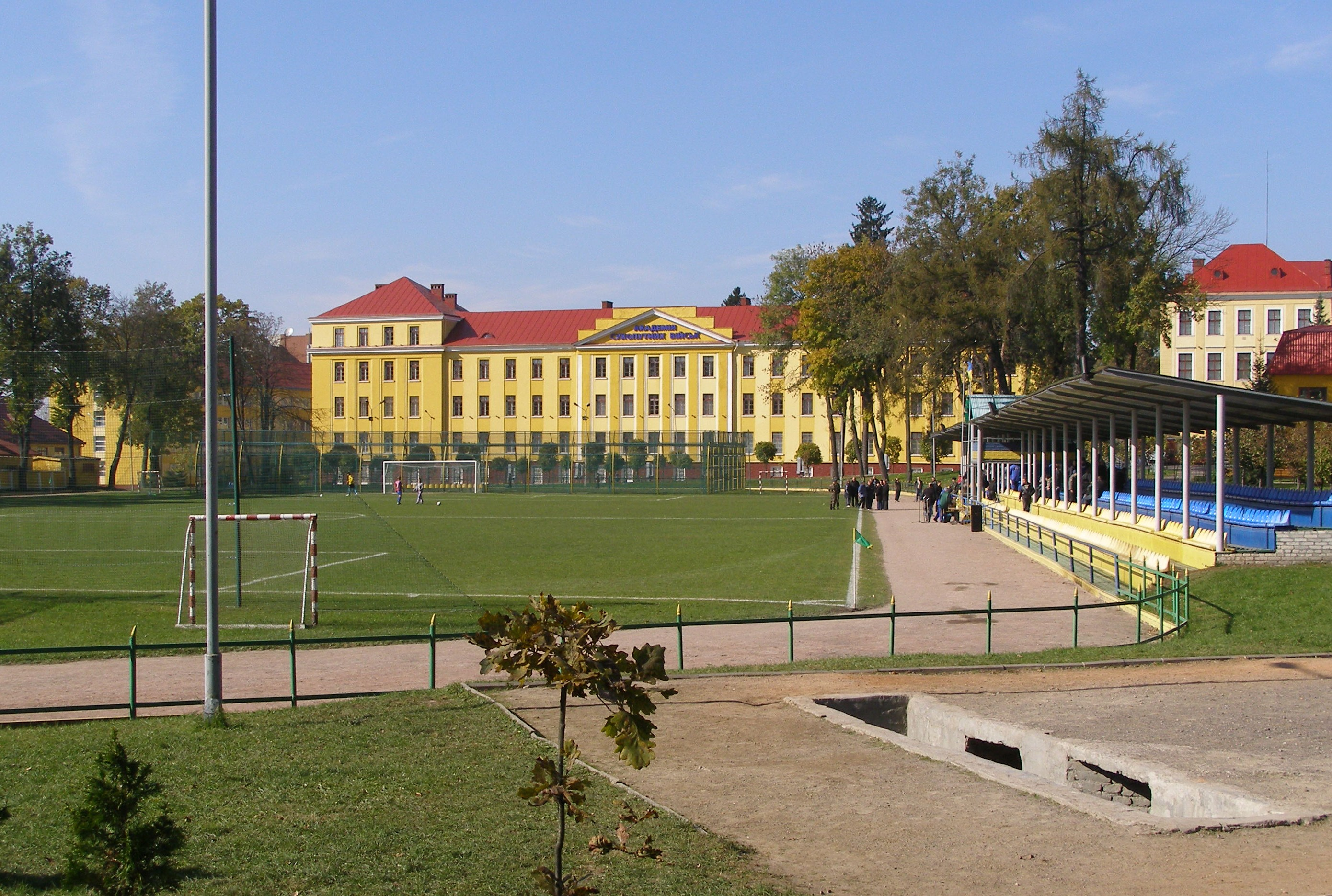
Здание бывшего Львовского высшего военно-политического училища.

Среднее образование получил в сельской школе Суземского района. В 1971 году, будучи учеником 8 класса, задумался о поступлении в суворовское военное училище. Прошёл медкомиссию в Брянске, после чего поступил в Московское суворовское военное училище.

Вскоре стал командиром отделения, вице-сержантом, затем вице-старшиной роты. В пятнадцатилетнем возрасте у меня в подчинении было уже сто человек, я отвечал за проверки, прогулки, построения, кормёжку, наряды, бани…— Николай Иванов: «Я — последний советский воин…» журнал «Брянская тема», 2012
В училище действовала двухлетняя программа обучения. На втором году обучения в марте 1973 года при выборе училища для продолжения военного образования написал рапорт на поступление во Львовское высшее военно-политическое училище на факультет военной журналистики. На тот момент это было единственное в СССР училище, готовившее кадры для военной прессы — 60 человек в год.
В 1973 году был направлен в Львовское высшее военно-политическое училище на факультет журналистики. По собственным воспоминаниям в первый караул его поставили охранять памятник «Родина-мать» на Гвардейской улице.
Во время учёбы во Львовском училище состоялась первая прозаическая проба пера — новелла «Васильки-ромашки» стала лауреатом училищного литературного конкурса.
Весной 1977 года окончил Львовское высшее военно-политическое училище в звании лейтенанта. По собственным воспоминаниям после окончания журфака львовского училища был отправлен на службу в десантные войска за разгильдяйство.

### Военная служба
Дивизионная газета
В июне 1977 года при распределении из училища был направлен в Воздушно-десантные войска кадровым офицером, военным журналистом в дивизионной газете. Попал в Псковскую дивизию ВДВ в звании лейтенанта. Прошёл школу молодых офицеров, совершал прыжки с парашютом, ходил на стрельбы. Всего совершил около 60 прыжков с парашютом.
Во время службы во Пскове Иванов зашёл в писательскую организацию, которую возглавлял А. А. Бологов. Представил первые рассказы, стал активным участником литературных совещаний. Руководителями семинаров были легендарные С. С. Гейченко, В. Я. Курбатов. Там же, во Пскове, в 1978 году первая публикация — в сборнике псковских писателей «Рассветы над Великой» был напечатан рассказ «Друг мой Лёшка».
Через два года службы повышен в звании и переведён в 7-ю гвардейскую десантно-штурмовую (Каунасскую) дивизию в Каунасе Литовской ССР. Дивизия входила в состав Варшавского договора.
В декабре 1979 года СССР ввёл военный контингент в Афганистан — Витебскую дивизию ВДВ. После перевода в Кабул дивизия стала именоваться Кабульской
Весной 1981 году на сборе военных журналистов в Москве начальник пресс-службы Воздушно-десантных войск Николай Семенович Горячев объявил о необходимости ротационной замены находящихся в Афганистане советских военкоров. В мае 1981 года Николай Иванов прошёл медицинскую подготовку перед командировкой. В июне 1981 года отправлен из Каунаса в Кабул.
С июня 1981 года по сентябрь 1982 года — ответственный секретарь дивизионной газеты 103-й гвардейской воздушно-десантной (Витебской/Кабульской) дивизии. Редактором дивизионной газеты был Григорий Соколовский, также выпускник факультета журналистики Львовского высшего военно-политического училища. В Афганистан Николай Иванов участвовал в более чем десяти боевых операциях.
В сентябре 1982 года вернулся в Литву, в расположение учебной десантной 44-й дивизии (г. Ионава). Награжден орденом «За службу Родине в Вооруженных силах СССР» III степени (1982 год), медалью «За отвагу» (24 августа 1983 года), знаком ЦК ВЛКСМ «Воинская доблесть». Во время службы в Афганистане начал писать первую повесть — «Гроза над Гиндукушем», о революции в Афганистане. Она была опубликованы в журнале «Октябрь» и газете «Красная звезда».
Летом 1984 года в Москве капитан Иванов участвовал в VIII Всесоюзном совещании молодых писателей, организованного ЦК ВЛКСМ совместно с Союзом писателей СССР (семинар Г. Маркова и А. Ананьева). Тогда же за повесть «Гроза над Гиндукушем» Иванов получил премию на Всесоюзном литературном конкурсе имени Николая Островского (конкурс рукописей).
После публикации книги редактору дивизионной газеты капитану Иванову лично позвонил командующий воздушно-десантными войсками генерал-полковник Дмитрий Семёнович Сухоруков, поздравил с публикацией и вручением премии. Иванов попросил командующего снова отправить его в Афганистан. Вскоре был вновь отправлен в Кабул. В этой командировке он был оформлен как врач, а не военный корреспондент.
В 1985 году в звании капитана назначен корреспондентом отдела военного очерка и публицистики в журнал «Советский воин» (главред полковник Виноградов). Через три года, в 1988 году, стал редактором отдела — членом редколлегии журнала.
В 1987 году состоялась третья командировка в Афганистан, участвовал в операции советских войск «Магистраль».
Студия военных писателей
В 1989 году, при создании Студии военных писателей (начальник — Виктор Верстаков, художественный руководитель — И. Ф. Стаднюк) перешёл в Студию. Тогда же вышел первый роман «Операцию „Шторм“ начать раньше».
Журнал «Советский воин»
В 1991 году назначен главным редактором журнала «Советский воин», издаваемого военным издательством Министерства обороны. Редакция располагалась в Москве на Хорошёвском шоссе. Иванов сменил на этой должности полковника Леонида Головнёва. Однако в сдвоенном номере за февраль-март 1992 года редактором указан ещё Головнёв.
В 1992 году, когда не было уже ни Советского Союза, ни Советской армии, журнал продолжал выходить под прежним названием. По приказу министра обороны РФ Павла Грачёва редакция должна была сменить название. Иванов этого не хотел, но был вынужден пойти на изменение названия журнала — переименовали «Советский воин» в «Честь имею», при этом на обложке присутствовали оба названия.
В начале 1993 года журнал начал выходить с задержкой на несколько месяцев из-за недостатка финансирования. В октябре 1993 года Иванов отказался публиковать материалы в поддержку обстрела Белого дома и написал заявление на увольнение с должности главного редактора, которое было принято. Также Иванов был уволен из Вооружённых сил РФ с формулировкой «за низкие моральные качества», окончил службу в звании подполковника.

### Налоговая полиция
Продолжил службу в органах налоговой полиции России. Департамент налоговой полиции Российской Федерации был создан в октябре 1993 года. Полковник налоговой полиции (с 1993 года).
Во время командировки в Чечню в июне 1996 года был захвачен в плен боевиками, где пережил ужас подземных тюрем и неоднократных выводов на расстрел, сбрасываний живьем в могилу, освобожден через 4 месяца в результате спецоперации, которой руководил полковник Евгений Расходчиков, начальник управления физической защиты Федеральной службы налоговой полиции.
Первый редактор газеты «Налоговая полиция».
Через 2 года снова отправился на Северный Кавказ, где участвовал в создании газеты «Чечня свободная», был заместителем главного редактора. Газета издавалась на территориях республики, подконтрольных федеральному центру.
В 2000 году участвовал в организации выездного пленума Союза писателей России в Гудермесе. Также участвовал в выездах творческих коллективов (писатели, художники, артисты) на пограничные заставы, в Моздок, Шатой, Старые Атаги к землякам — сводному отряду брянской полиции.
После расформирования налоговой полиции России в 2002 году уволился из органов. Службу в налоговой полиции закончил в должности начальника Службы административной практики. За время службы издал несколько книг о налоговой полиции: «Маросейка, 12. Срочно», «Департамент налоговой полиции», «Наружка», «Не ищите нас в раю».

### Деятельность после отставки
Некоторое время работал в информагентстве Росавтодора (журнал «Дороги России 21 века»), с 2005 года пресс-секретарём ГУП «Доринвест» — предприятия по техническому обслуживанию городских дорог Москвы, в журнале «Подмосковье».
Летом 2002 года во время наводнения на Северном Кавказе Иванов создавал в Ставрополе пресс-центр Росавтодора. Впоследствии издал книгу «Кавказ. Укрощение стихии».
В 2003 году Иванов год отправился в поездку от Читы до Хабаровска по строящейся автомагистрали «Амур». После этой поездки в том же году издал книгу «Амур» собирает Россию: Строительство автомагистрали Чита — Хабаровск".
В 2005 году вновь получил премию «Имперская культура» имени Эдуарда Володина в номинации «Жизнеописание» за книгу очерков о партизанах Брянщины «Поклонимся великим тем годам».
С 2007 года является одним из преподавателей курсов спецподготовки журналистов, работающих в экстремальных условиях и горячих точках «Бастион». Проводит мастер-класс для участников курсов как человек, побывавший в заложниках. Учебно-практические курсы «Бастион» разработаны Союзом журналистов Москвы и Ассоциацией военной прессы СЖМ совместно с пресс-службой Министерства обороны РФ, проводятся с мая 2006 года.
В августе 2008 года во время конфликта Грузии с Южной Осетией в качестве специального корреспондента журнала «Подмосковье» выехал из Москвы в Цхинвал в составе первой колонной автомобилей МЧС РФ с российской гуманитарной помощью. Впоследствии награждён Знаком губернатора Московской области Бориса Громова «Благодарю».
В 2009 году организовал выездной пленум Союза писателей России в Южной Осетии и Беслане, Северная Осетия, в пятилетие теракта в Беслане.
В 2013 году получил премию имени Юлиана Семёнова в области экстремальной геополитической журналистики.
В начале марта 2014 года, сразу после оккупации Крыма российскими военнослужащими без знаков различия, Николай Иванов и Александр Бобров по решению правления Союза писателей России летали из Москвы в Симферополь для поддержки писателей Автономной Республики Крым и города Севастополя в их стремлении к самоопределению. Встречались с председателем Крымского отделения Союза писателей России Татьяной Ворониной.

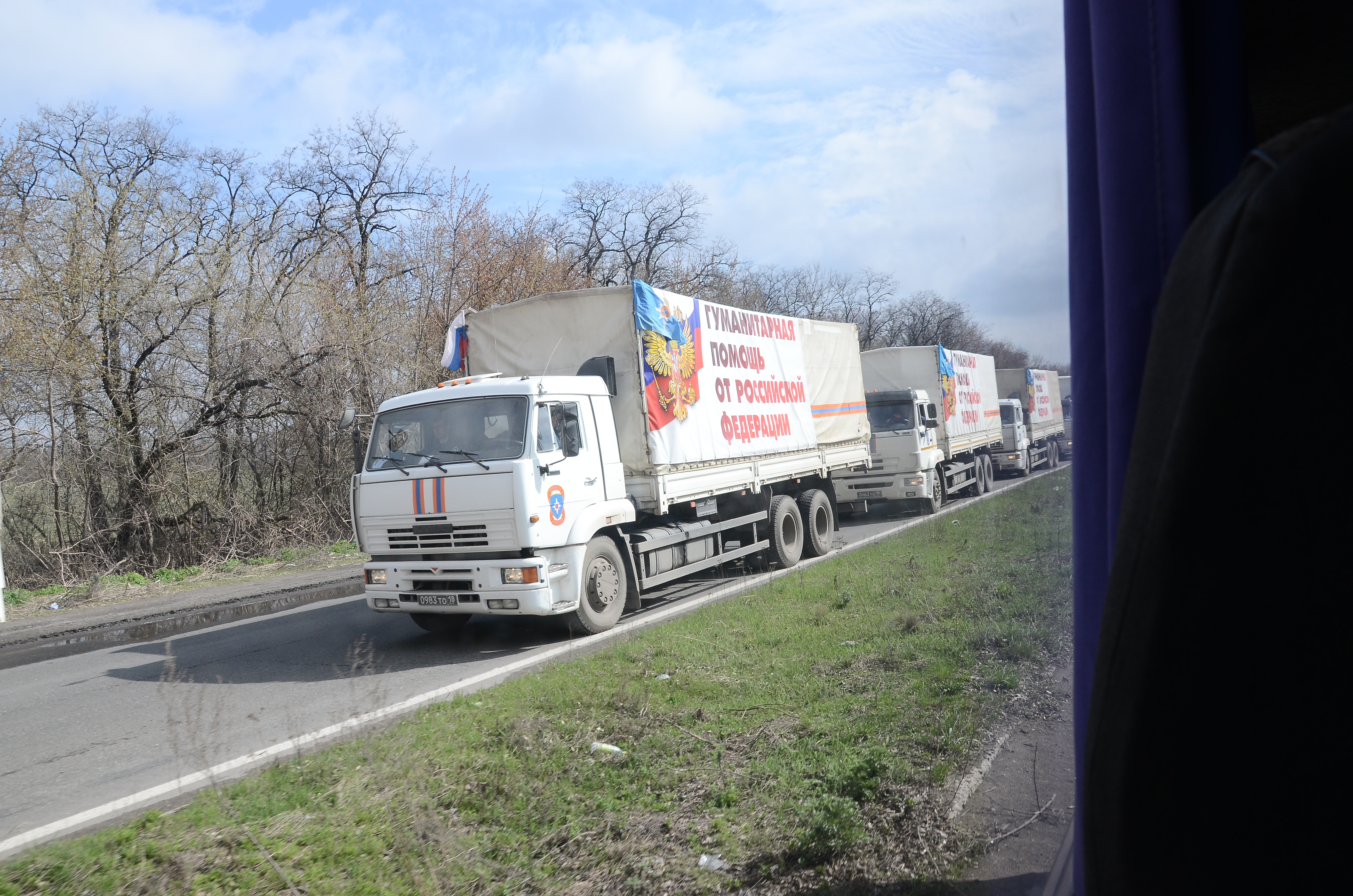
Колонна белых «КамАЗов» МЧС РФ с гуманитарной помощью для жителей Донбасса.

В декабре 2014 года Николай Иванов побывал в Луганске, который контролировали сепаратисты подконтрольной России Луганской народной республики. Проехал путь от Москвы до Луганска вместе с десятой колонной МЧС РФ с российской гуманитарной помощи.
В 2019 году Николай Иванов награждён сразу двумя медалями Министерства обороны — «За возвращение Крыма» и «Участнику военной операции в Сирии».
Заявил о поддержке вторжения России на Украину 24 февраля 2022 года. На фасаде Шефского дома на Комсомольском проспекте в Москве, который занимает Союза писателей России, была вывешена буква Z.
В июле 2022 года в Кремле первый заместитель главы администрации президента Российской Федерации Сергей Кириенко вручил Николаю Иванову орден Дружбы.
Указом Президента Российской Федерации от 17 ноября 2022 года № 832 включен в состав Совета при Президенте Российской Федерации по развитию гражданского общества и правам человека.

## Союз писателей России
17 августа 1992 года принят в Союз писателей СССР. Рекомендацию ему давал Иван Фотиевич Стаднюк, который был его руководителем в Студии военных писателей.
Секретарь правления Союза писателей России.
С 2013 года — один из сопредседателей правления Союза писателей России, генеральный директор Союза писателей России.
С декабря 2016 года — исполняющий обязанности председателя Союза писателей России.
15 февраля 2018 года на XV съезде Союза писателей России избран председателем правления на срок 5 лет. При 126 голосах «за» и 28 «против» Николай Иванов уверенно победил единственного соперника — писателя Сергея Шаргунова. В 2019 году высказывал намерение восстановить контакты с руководителями Союзного государства и придать второе дыхание белорусско-российскому литературному журналу «Белая вежа». Был одним из инициаторов создания единого Союза писателей Союзного государства.
В августе 2022 года стал лауреатом премии имени Валентина Распутина.
10 февраля 2023 года на XVI съезде Союза писателей России единогласно (155 голосов «за») переизбран на второй срок председателем правления Союза писателей России.
В 2024 году вошёл в Совет при президенте Российской Федерации по культуре и искусству.

## Санкции
25 февраля 2023 года, на фоне вторжения России на Украину, как пропагандист, был внесён в санкционный список всех стран Евросоюза:

Николай Иванов — российский писатель и пропагандист… С начала агрессивной войны России против Украины он поддерживал действия России и распространял российскую пропаганду и дезинформацию о войне. Он публично использовал военный «Z» символ, который использовался российской пропагандой для популяризации агрессивной войны России против Украины.— «Официальный журнал Европейского союза», Брюссель, 25 февраля 2023 года
По аналогичным основаниям, с 1 апреля 2023 года Иванов находится в санкционных списках Украины, с 2 марта 2023 года под санкциями Швейцарии.

## Книги
- «Солдаты мира» (1985)
- «Военные приключения» (1991)
- «Афганский шторм (Операцию „Шторм начать раньше“)» (1992, 1998, 2011)
- «Департамент налоговой полиции» (1995)
- «Черные береты» (1995)
- «Наружка» (1996)
- «Чистильщики» (2000)
- «Вход в плен бесплатный» (2001)
- «Спецназ, который не вернется» (2006)
- «Зачистка» (2007)
- «Расстрелять в ноябре» (2008)
- «Гроза над Гиндукушем»
- «Маросейка, 12. Срочно…»
- «Женский пляж»
- «Контрольный выстрел»
- «Московский излом»
- «Реки помнят свои берега»
- «Суворовец Воевода — боец Республики» и др.

Его произведения печатались в различных сборниках и журналах.
Отдельно отмечаются новеллы на духовные темы «Свете Тихий», «Партер. Седьмой ряд», «Брянская повесть», «Небожители», «У синей реченьки», «Вера. Надежда. Война», «Тридевятое царство», «Золотистый золотой»…
В Уссурийске и Брянске шли театральные спектакли по его произведениям («Кавказский пленник», «Белый танец»).

## Награды
- Орден Дружбы ДНР (27 сентября 2019) — за значительный личный вклад в формирование единого культурного пространства, сохранение исторического и культурного наследия Донбасса;
- Орден Дружбы (21 февраля 2022 года) — за большой вклад в развитие отечественной культуры и искусства, многолетнюю плодотворную деятельность[21];
- Орден «За службу Родине в ВС СССР»[22] III ст.;
- Медаль ордена «За заслуги перед Отечеством» II степени (2023 год) — за самоотверженность, личный вклад в поддержку морально-психологического состояния и укрепление боевого духа участников специальной военной операции[23];
- Медаль «За отвагу»[24];
- Медали «За возвращение Крыма» и «Участнику военной операции в Сирии»;
- Знак ЦК ВЛКСМ «Воинская доблесть»[25];
- Лауреат литературных премий им. Николая Островского[26], М. Булгакова, «Сталинград», ФСБ России, «Золотое перо границы» и других;
- Почётный гражданин Суземского района Брянской области;
- Знак «За службу на Кавказе», награждён руководством УМВД по Брянской области в 2013 году;
- Благодарность Президента Российской Федерации (6 июня 2024 года) — за активное участие в подготовке и проведении общественно значимых мероприятий[27].